# 林加島
林加島是印度尼西亞廖內群島省的島嶼，位於蘇門答臘島東岸廖內群島以南，屬於林加群島的一部分，長65公里、寬33公里，面積889平方公里，最高點海拔高度1,163米。
林加島與附近的新及島組成了林加群島。
0°10′S 104°39′E / 0.167°S 104.650°E